# Rafi Milo

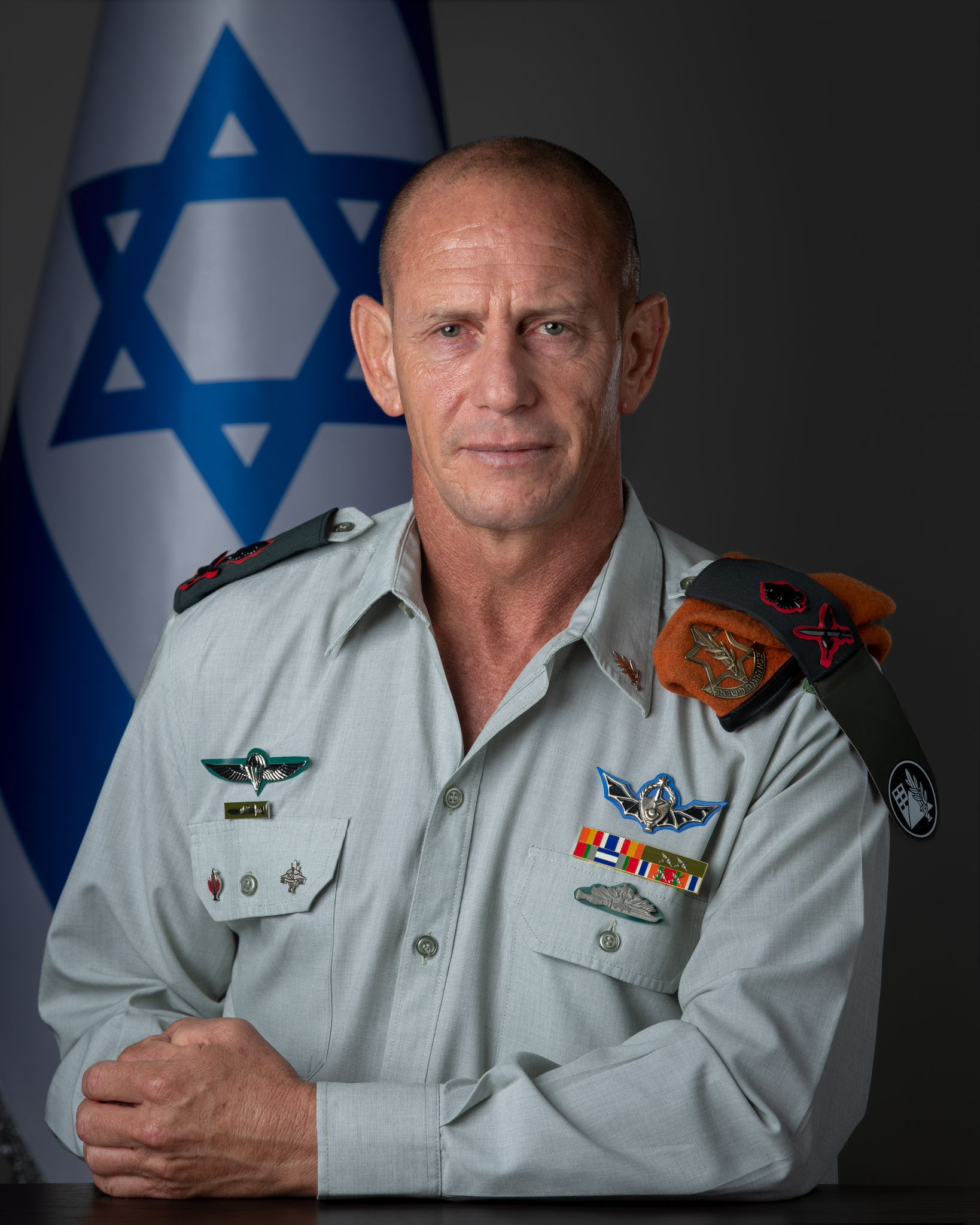
Rafi Milo (2023)

Rafael (Rafi) David Milo (hebräisch רפאל דוד "רפי" מילוא; * 17. April 1972 in Kfar Yedidia) war seit Juli 2022 im Range eines Generalmajors Kommandeur des Heimatfront-Kommandos der Israelischen Streitkräfte (IDF) und wurde im Juli 2025 zum designierten Kommandeur des Nordkommandos ernannt. 

## Werdegang
Milo begann seine Militärkarriere 1990 bei Schajetet 13 und war von 2002 bis 2005 als Oberstleutnant Kommandant des 13. Bataillons der Golani-Brigade, ehe er anschließend bis 2007 als Kompaniechef zu Schajetet 13 zurückkehrte. Von 2008 bis 2010 war er dann Kommandeur der 6. Infanterie-Brigade „Etzioni“, von 2010 bis 2012 Leiter der 300. Regionalbrigade Bar’am und von 2012 bis 2014 Kommandeur von Schajetet 13, ehe er am 29. Juli 2015 als Brigadekommandeur die 80. Division „Edom“ entlang der ägyptischen und jordanischen Grenze befehligte. Von 2017 bis August 2019 war er Befehlshaber der 91. Division „Galiläa“ und verantwortlich für die Operation Nördlicher Schutzschild, die Lokalisierung und Zerstörung von grenzüberschreitenden Tunnelanlagen der Hisbollah aus dem Libanon. Für das eigenmächtige Betreten eines Tunnels und Vordringens auf libanesisches Gebiet wurde er durch Generalstabschef Aviv Kochavi gerügt und eine anstehende Beförderung Milos verschoben. Im Anschluss war er bis 2021 Leiter der Kommando- und Stabsakademie der IDF.
Am 19. Mai 2022 wurde Milo von Verteidigungsminister Benny Gantz, nach Empfehlung durch Generalstabschef Aviv Kochavi, zum designierten Leiter des Heimatfront-Kommandos ernannt und dazu am 30. Juni 2022 zum Generalmajor befördert. Er trat sein Amt am 17. Juli 2022 als Nachfolger von Ori Gordin an, der zum Kommandeur des Nordkommandos ernannt wurde. Im Juli 2025 wurde Milo von Verteidigungsminister Israel Katz zum designierten Kommandeur des Nordkommandos ernannt. Sein Nachfolger als Leiter des Heimatfront-Kommandos wurde am 24. Juli 2025 Shai Klepper.

## Sonstiges
Die Familie seiner Mutter überlebte das KZ Auschwitz und war nach Israel ausgewandert. Sein Großvater väterlicherseits war Angehöriger der Jüdischen Brigade der British Army. Sein Cousin Aharon Yehezkel, ein Reservesoldat der Fallschirmjägerbrigade, war im Zweiten Libanonkrieg gefallen. Milo hat einen Bachelor-Abschluss der Universität Haifa und ist Absolvent des National Security College in Kanada. Er ist verheiratet und Vater von drei Kindern.